# Jésus Escacho Alarcon
Jésus Escacho Alarcon, est un joueur de pétanque espagnol.

## Clubs
- ?- : La Salceda de Las Torres de Castillas (Espagne)

## Palmarès

### Jeunes

#### Championnats d'Europe
Finaliste -18ans
- Tir de précision 2018 :  Équipe d'Espagne [1]

Troisième -18 ans
- Triplette 2018 (avec Antonio Jimenez, Juan J Poras et Ismael Vazquez) :  Équipe d'Espagne[1]

#### Championnats d'Espagne
- Tête à tête 2018[2]

### Séniors

#### Championnats du Monde
Finaliste
- Triplette 2021 (avec Javier Cardenas Villaverde, Alejandro Cardenas Villaverde et José Luis Guasch Orozco) :  Équipe d'Espagne[3]

Troisième
- Tir de précision 2021 :  Équipe d'Espagne[3]

vainqueur
- Champion du monde, finaliste tête à tête 2022 au Danemark

#### Championnats d'Espagne
Champion d'Espagne
- Tir de précision 2021[4]

Finaliste
- Tête à tête 2019[5]